# Johannes Mayer (generale)
Johannes Mayer (Stepenitz, 6 settembre 1893 – Amburgo, 7 agosto 1963) è stato un generale tedesco della Wehrmacht durante la seconda guerra mondiale.

## Biografia

### Prima guerra mondiale
Dopo aver conseguito il diploma studiò teologia e allo scoppio della prima guerra mondiale, si arruolò come volontario nell'Infanterie-Regiment "Prinz Moritz von Anhalt-Dessau" Nr. 42; servì in questo reggimento per tutta la guerra ricevendo il grado di primo tenente ed entrambi i gradi della Croce di Ferro.

### Periodo interbellico
Dopo la guerra venne arruolato nella Reichswehr e nel 1928 fu promosso capitano. Senza interrompere il servizio militare nel battaglione di addestramento del 5. Infanterie-Regiment a Greifswald, studiò economia e poi ingegneria. Dopo aver conseguito il dottorato venne assegnato a lavori pratici in vari impianti industriali e nell'ottobre del 1932 ritornò alle truppe su sua richiesta. All'inizio del 1935 fu promosso maggiore e divenne istruttore di tattica presso la scuola di guerra di Potsdam. Promosso tenente colonnello nel 1937, fu nominato comandante del 2º battaglione del Infanterie-Regiments 65 il 1º ottobre 1938.

### Seconda guerra mondiale
Nel febbraio 1940 assunse il comando del neonato Infanterie-Regiment 501 e dopo la campagna di Francia, fu promosso colonnello il 1º ottobre 1940. Per le sue azioni nell'assalto al ponte sul Porus'ja, il 13 settembre 1941 gli fu conferita la Croce di Cavaliere della Croce di Ferro. Il 22 marzo 1942 divenne il comandante della 329. Infanterie-Division e venne promosso a generalmajor il 1º aprile 1942. Dopo le battaglie difensive nel settore settentrionale del fronte orientale e le battaglie di posizione tra il lago Peipus e Nevel', fu promosso generalleutnant. Il 13 aprile 1944 gli fu conferita le Croce di Cavaliere con Foglie di Quercia. Nel giugno 1944 fu nominato temporaneamente vice comandante del L. Armeekorps ed il 23 agosto 1944 gli fu conferita la Croce di Cavaliere con Fronde di Quercia e Spade. A seguito di una grave ferita, il 16 luglio 1944 dovette rinunciare al comando della divisione ed il 15 gennaio 1945, sebbene non ancora completamente guarito, assunse il comando del II. Armeekorps nella sacca di Curlandia, finché non divenne inevitabile il suo trasferimento in ospedale. Il 1º aprile 1945 fu promosso general der Infanterie. Dopo la guerra lavorò come ingegnere in un'azienda industriale.